# Cheyenne Jackson
Cheyenne David Jackson (sinh ngày 12 tháng 7 năm 1975) là một ca sĩ, diễn viên người Mỹ.

## Danh sách phim

### Điện ảnh
| Năm  | Phim                                      | Vai                 | Ghi chú   |
| ---- | ----------------------------------------- | ------------------- | --------- |
| 2005 | Curiosity                                 | Luke                | Phim ngắn |
| 2006 | United 93                                 | Mark Bingham        |           |
| 2010 | Photo Op                                  | Zig                 | Phim ngắn |
| 2010 | Hysteria                                  | Scott               |           |
| 2011 | The Green                                 | Daniel              |           |
| 2011 | Smile                                     | Doctor Steve        | Phim ngắn |
| 2012 | Price Check                               | Ernie               |           |
| 2012 | Lola Versus                               | Roger               |           |
| 2013 | Mutual Friends                            | Christoph           |           |
| 2014 | The One I Wrote for You                   | Ben Cantor          |           |
| 2014 | Six Dance Lessons in Six Weeks            | Michael Minetti     |           |
| 2014 | Dragula                                   | Mr. Newton          |           |
| 2014 | Love Is Strange                           | Ted                 |           |
| 2014 | Lucky Stiff                               | MC                  |           |
| 2015 | A Beautiful Now                           | David               |           |
| 2015 | Day Out of Days                           | Phil                |           |
| 2016 | Bear with Us                              | Hudson              |           |
| 2016 | Opening Night                             | Eli Faisel          |           |
| 2017 | Hello Again                               | Robert (The Writer) |           |
| 2018 | Hurricane Bianca 2: From Russia with Hate | Boris               |           |
| 2019 | Descendants 3                             | Hades               |           |
| 2024 | Borderlands: Trở lại Pandora              | Jakobs              |           |